# Burkhard I. , grof od Zollerna
Burkhard I., grof od Zollerna (rođen: prije 1025., ubijen u akciji godine 1061.) se smatra prvim dobro dokumentiranim pretkom dinastije Hohenzollern. Zbog njegovog imena, pretpostavlja se da obitelj Hohenzollern potječe od srednjovjekovne obitelji Burchardingaca. Njegov otac možda je bio Fridrik, grof od teritorija Sülchgaua (ugrubo odgovara današnjem okrugu Tübingenu). Njegova majka možda je bila Irmentrud, kći grofa Burkharda od Nellenburga.
U analima redovnik Berthold od Reichenaua iz godine 1061 spominje, Buchardus de Zolorin i Wezil de Zolorin. Kako su te osobe međusobno povezane ili s Burkhardom od Zollerna, nije jasno.
Sljedeći dokumentirani pripadnik dinastije je Fridrik I., grof od Zollerna, koji je vjerojatno sin ili unuk Burkharda I. 